# Port lotniczy Palm Island
Port lotniczy Palm Island – port lotniczy zlokalizowany na wyspie Palm Island, należącej do archipelagu Grenadyn (karaibskie państwo Saint Vincent i Grenadyny).